# استان توچیگی
استان توچیگی یکی از استانهای کشور ژاپن است که در جزیره هونشو قرار گرفته‌است. مساحت آن ۶۴۰۸ کیلومترمربع می‌باشد. جمعیت این استان در سال ۲۰۰۳ بیش از دو میلیون نفر برآورد شده‌است.
استان توچیگی از نظر تقسیمات کشوری بخشی از ناحیه کانتو به حساب می‌آید. مرکز این استان شهر اوتسونومیا است.

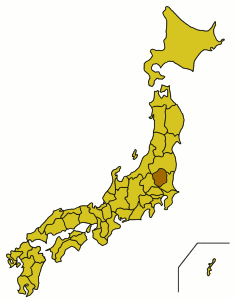

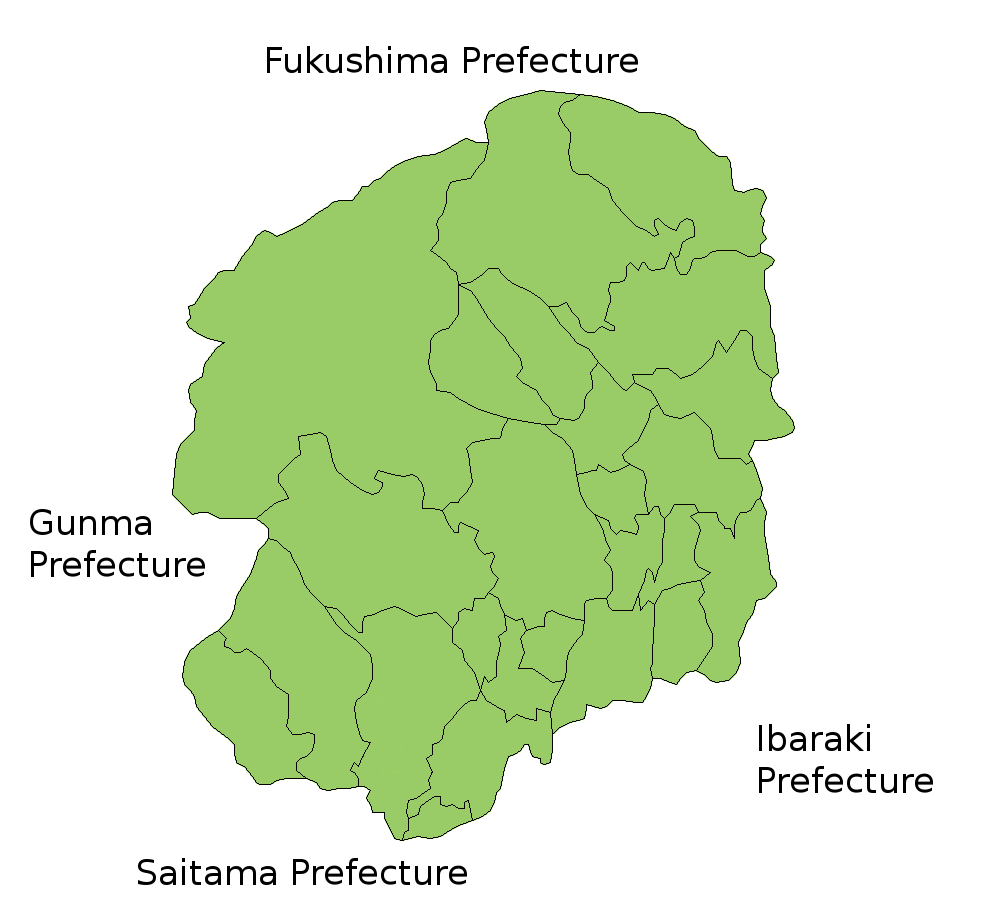